# Antônio Wagner
Pour les articles homonymes, voir Wagner.
Antônio Wagner de son nom complet Antônio Wagner de Moraes est un footballeur brésilien né le 2 juin 1966.